# Нићифор Комнин
Нићифор Комнин (грчки: Νικηφόρος Κομνηνός; око 970 - после 1026) је био византијски војсковођа под Василијем II и Константином VIII као управник јерменске теме Васпуракан. Један је од првих познатих припадника династије Комнина.

## Биографија
Нићифор је један од првих припадника Комнина који се појављује у историјским изворима. Његов рани живот није познат. Грчки научник Константин Варза предложио је 970. годину за датум Нићифоровог рођења и да је он био млађи брат Манојла Еротика Комнина, патријарха из династије Комнин. Обе претпоставке се, међутим, не могу са сигурношћу потврдити. Нићифор се у изворима први пут јавља 1022. године, убрзо након што краљ Васпуракана, Сенекерим-Ховханес (1003-1021), није успео да се супротстави муслиманским нападима. Због тога је Ховханес предао своје краљевство византијском цару Василију (976—1025) у замену за велике поседе у теми Севастеји. Василије је ове покрајине дао најпре Василију Аргиру, али га је убрзо сменио због неспособности. На његово место поставио је протоспатра Нићифора Комнина као катепана. Нићифор је као стратег Васпуракана служио и Василијевог наследника Константина, али је смењен 1026. године због сумње у лојалност. Позван је у Цариград где је ослепљен. Јован Скилица пише да су оптужбе биле неосноване. Аристак Ластиверци, јерменски хроничар, бележи да је Нићифор преговарао са Ђорђем I Грузијским против цара са жељом да се осамостали. Нићифор је био убеђен у његову кривицу те га је, заједно са осморицом сарадника, ослепео у Цариграду. Нићифорова даља судбина као и година смрти нису познати.